# 混老頭
混老頭（ホンロウトウ）とは、麻雀における役のひとつ。全14牌を全て么九牌（一九字牌）とし、門前でも副露しても2翻である。略して混老（ホンロウ）と呼ばれる。中国麻雀では混幺九と表記し、32点役である。

## 概要
対々和か七対子と必ず複合し、併せて4翻となる。下位役である混全帯么九（チャンタ）とは複合しない。字牌を使うため、役牌や混一色などと複合しやすい。対々和と複合すると40符以上となり、満貫以上が確定する。
字牌を用いない上位役は清老頭、逆に字牌だけだと字一色、混老頭で使える牌13種全てを使う役は国士無双といい、いずれも役満となる。

## 値段の取り決め
古いルールや一部のルールでは、門前3翻・副露2翻としている場合や、門前3翻・副露しても3翻としている場合がある。また中には、対々和や七対子を役の定義に含め5翻役として分類しているルールブックも見られるほか、対々形は5翻だが七対形は4翻としているルールも見られる。しかし現在の標準的なルールでは、対々和や三暗刻、三槓子、三色同刻といった対子系の役と同じく、食い下がりなしの2翻役とするのが一般的である。以下の牌姿例でも2翻役として扱う。

## 牌姿の例
（例）副露したケース
とのシャンポン待ち。大抵、混老頭は積極的にポンしなければ聴牌さえ難しい。タンピン系の面子手には使いにくい端牌や字牌を使うため、対子さえ揃っていれば、早い段階で2〜3ポンできる。また、役牌やドラを含めば、鳴いても跳満以上の得点が見込める。この例では、九筒で和了れば満貫以上、發で和了れば跳満以上となる。
（例）門前かつシャンポン待ちのケース
同じくとのシャンポン待ちだが、こちらは門前である。ツモれば四暗刻で役満、ロンでも混老頭＋対々和＋三暗刻＋中で跳満が確定し、發で和了れば倍満に届く。立直やドラが絡めば、三倍満や数え役満まで見込めるが、副露に頼らず自力で聴牌するのは極めて稀である。
（例）七対子複合のケース
待ち。他役やドラがなければ、混老頭＋七対子で25符4翻（親9600点、子6400点）にしかならない。七対子のため鳴けず、役牌など面子系の役と複合できないため、難しい割に点数が少ない。ただし、国士無双狙いからの切り替えでは狙いやすい。